# ATLA: All This Life Allows, Vol. 1
ATLA: All This Life Allows, Vol. 1 — другий студійний альбом американського репера Stat Quo, що вийшов 25 лютого 2014 р. на незалежному лейблі ATLA Music. Виконавчий продюсер: DeUno. Зведення: Жозе Ортіз. Мастеринг: Стів Бі на Next Level Mastering. Фотограф: Джош Крістофер. Дизайн: Dechazier.

## Сингли
- 9 вересня 2013 Stat Quo випустив перший трек «Michael» (триб'ют Майклу Джордану, Майку Тайсону та Майклу Джексону). Продюсер: Тоун Мейсон.[3]

- 16 грудня видали перший сингл «Trillion». Продюсер: Тоун Мейсон. Його записано з участю Dre з продюсерського дуету Cool & Dre.[4]

- 20 грудня — трек «OutKast». Продюсер: DeUno. У треці виконавець віддає належне атлантському реп-гурту Outkast.[5]

- 6 січня 2014 — «That's Life, Pt. 1». Продюсер: Bink.[6]

На iTunes приступними для завантаження стали лише «Trillion» і «The Way It Be». На «Michael», «That's Life Part I» і «That's Life Part II» зняли кліпи. Режисер усіх відео: Айрок Деніелс. 10 квітня оприлюднили кліп «OutKast». Режисер: Еріс Джером. 30 червня — «The Way It Be». Режисер: Лара Лакомбе.

## Список пісень
| #   | Назва                                           | Продюсер(и)                                       | Тривалість |
| --- | ----------------------------------------------- | ------------------------------------------------- | ---------- |
| 1.  | «That's Life, Pt. 1»                            | Bink                                              | 3:22       |
| 2.  | «My Niggas/Live Fast» (з участю Stoney Brown)   | «My Niggas»: DeUno «Live Fast»: D.K.              | 6:42       |
| 3.  | «OutKast/Relax»                                 | «OutKast»: DeUno «Relax»: A.O.                    | 5:47       |
| 4.  | «Living to Get High»                            | Ty Cutta                                          | 3:47       |
| 5.  | «Feel It»                                       | DeUno                                             | 4:22       |
| 6.  | «4 Wheel Dreamin/Late Night» (з участю Sha Sha) | «4 Wheel Dreamin»: Deuno «Late Night»: Amir Perry | 5:35       |
| 7.  | «The Way It Be» (з участю Scarface)             | Steve Esterferm, Dr. Dre                          | 4:16       |
| 8.  | «Trillion» (з участю Dre)                       | Tone Mason                                        | 3:34       |
| 9.  | «Guilty»                                        | Amir Perry                                        | 3:57       |
| 10. | «Michael»                                       | Tone Mason                                        | 4:49       |
| 11. | «Pussy» (з участю Devin the Dude)               | LT Moe                                            | 4:46       |
| 12. | «That's Life, Pt. 2»                            | Bink                                              | 3:10       |